# 法蘭克福斯闊爾 (伊利諾伊州)
法蘭克福斯闊爾（英語：Frankfort Square）是位於美國伊利諾伊州威爾縣的一個人口普查指定地區。

## 地理
法蘭克福斯闊爾的座標為41°31′08″N 87°48′11″W / 41.51889°N 87.80306°W，而該地最高點為海拔高度216米（即709英尺）。

## 人口
根據2010年美國人口普查的數據，法蘭克福斯闊爾的面積為5.00平方千米，當中陸地面積為5.00平方千米，而水域面積為0.00平方千米。當地共有人口9276人，而人口密度為每平方千米1,855.2人。